# Sargus grandis
Sargus grandis är en tvåvingeart som först beskrevs av Ouchi 1938.  Sargus grandis ingår i släktet Sargus och familjen vapenflugor. Inga underarter finns listade i Catalogue of Life.